# Hrvatski porezni sustav
Hrvatski porezni sustav usklađen je s europskim načelima, u kojem je izjednačen položaj svih poreznih obveznika, tj. domaćih i stranih fizičkih i pravnih osoba.
Važećim poreznim sustavom utvrđeni su:
- porez na dobit,
- porez na dohodak,
- porez na dodanu vrijednost,
- posebni porezi - akcize: za naftu i naftne derivate, duhanske prerađevine, alkohol, bezalkoholna pića, pivo, kavu, osobne automobile i ostala motorna vozila, plovila i zrakoplove, luksuzne proizvode), porez na premije osiguranja od automobilske odgovornosti
- porez na promet nekretnina,
- naknade za priređivanje igara na sreću,
- određene vrste poreza koji su prihod jedinica lokalne i područne (regionalne) samouprave.

Porezi se mogu podijeliti na:
- državni porezi - prihodi su državnog proračuna Republike Hrvatske
- županijski porezi - mogu ih raspisati županije, i prihodi su županijskih proračuna
- općinski ii gradski porezi - mogu ih raspisati općine i gradovi, a ostvareni prihodi su prihodi općinskih/gradskih proračuna
- zajednički porezi - prihodi se po propisano ključu dijele, tako da dio priprada državnom, dio županijskom, a dio općinskom/gradskom proračunu

## Pregled hrvatskog poreznog sustava
| DRŽAVNI POREZI | ŽUPANIJSKI POREZI | GRADSKI ILI OPĆINSKI POREZI                                              | ZAJEDNIČKI POREZI                                                | NAKNADE ZA PRIREĐIVANJE IGARA NA SREĆU |
| --- | --- | ------------------------------------------------------------------------ | ---------------------------------------------------------------- | --- |
| - Porez na dodanu vrijednost - Posebni porezi na promet: - na osobne automobile, ostala motorna vozila, plovila i zrakoplove - na naftne derivate - na alkohol - na pivo - na bezalkoholna pića - na duhan i duhanske proizvode - na kavu - Porez na premije osiguranja od automobilske odgovornosti i premije kasko osiguranja cestovnih vozila | - Porez na nasljedstva i darove - Porez na cestovna i motorna vozila - Porez na plovila - Porez na automate za zabavne igre - Porez na korištenje javnih površina - Porez na neobrađeno obradivo poljoprivredno zemljište - Porez na nekorištene poduzetničke nekretnine - Porez na neizgrađeno građevinsko zemljište | - Prirez porezu na dohodak - Porez na potrošnju - Porez na kuće za odmor | - Porez na dobit - Porez na dohodak - Porez na promet nekretnina | - Naknada za priređivanje igara na sreću na automatima - Naknada za prigodno jednokratno priređivanje lutrijskih igara - Naknada za priređivanje igara na sreću u casinima - Naknada za priređivanje igara na sreću - kladioničke igre |

## Vanjske poveznice
- Ministarstvo financija - Porezna uprava  Arhivirana inačica izvorne stranice od 7. veljače 2010. (Wayback Machine)